# Харитонов, Виктор Николаевич
Виктор Николаевич Харитонов (19 июля 1927, Коломна — 23 ноября 2003, Москва) — политический работник советских Вооружённых Сил, вице-адмирал (3 февраля 1984). Участник самого дальнего в истории ВМФ подводного перехода.

## Биография
Родился 19 июля 1927 года в городе Коломна, русский. Перед войной учился в средней школе в Коломне.
С августа 1941 года — слесарь Коломенского паровозостроительного завода им. В. В. Куйбышева,  в первые годы Великой Отечественной войны  работники завода производили ремонт военной техники, также было налажено производство различных видов боеприпасов и снаряжения, освоена постройка передвижных платформ для зенитных орудий.
С сентября 1943 года — студент Коломенского машиностроительного техникума.
В 1947 году, по окончании техникума, работал конструктором, с июля 1948 года на комсомольской работе — заведующий отделом кадров Коломенского горкома ВЛКСМ.

### Военная служба
С апреля 1951 года — курсант Курсов комсомольских работников Политуправления Северного флота, с августа того же года  — секретарь комсомольской организации береговой базы 51-й дивизии торпедных катеров Северного флота, с декабря 1952 года — слушатель курса пропагандистов и лекторов при Высших военно-политических курсах ВМС.
С января 1954 года — помощник по работе среди комсомольцев начальника политотдела, с марта 1956 года — старший инструктор по организационно-партийной работе политотдела тыла Северного флота. В 1959 году заочно окончил Военно-политическую академию им. В. И. Ленина.
С  1959 года — заместитель по политчасти командира: с ноября — подводной лодки С-341 проекта 613 25-й бригады 8-й дивизии подводных лодок, с марта 1961 года — 15-го экипажа крейсерской подводной лодки, с ноября 1962 года — крейсерской подводной лодки К-5 проекта 627(А) 3-й дивизии 1-й флотилии атомных подводных лодок Северного флота.
С  1965 года — инспектор партийно-организационного отдела Политуправления Северного флота.
С 2 февраля  1966 года   Харитонов  принял участие в самом дальнем за историю ВМФ трансокеанском подводном  переходе, под командованием контр-адмирала Сорокина А.И в составе двух атомных подводных лодок: проекта 675 К-116 (командир — капитан 2-го ранга Виноградов В. Т.)  и проекта 627а «К-133» командир — капитан 2-го ранга Столяров Л. Н.), которые впервые в истории советского флота за полтора месяца прошли 25 тысяч миль (около 40 000 км.) в  подводном положении, ни разу не всплывая на поверхность. Этот рекорд  до сих пор никто не смог повторить. Он был своеобразным ответом на полет американцев на Луну. Только вот о советской «кругосветке», в отличие от миссии «Аполлон–11», никто ничего не знал. Отряд подлодок ни разу не был засечён противолодочными системами НАТО. Это было первое в истории советского Военно-Морского Флота групповое плавание лодок в подводном положении вокруг земного шара (по расстоянию). Цель «кругосветки» заключалась в отработке взаимодействия группы подводных кораблей в глубинах океана, в изучении особенностей работы механизмов и их обслуживания личным составом. Советские подводники не замкнули полностью кругосветный маршрут. Выйдя в начале февраля 1966 года из заполярной базы Западная Лица (Краснознамённый Северный флот), АПЛ «К–116» и «К–133» прошли Норвежское море, пересекли с севера на юг Атлантику, преодолели бушующий пролив Дрейка и зашли в антарктические воды. Затем атомоходы двигались вдоль восточного побережья Южной Америки, пересекли Тихий океан и 26 марта 1966 года пришвартовались у причалов камчатской бухты Крашенинникова (Краснознамённый Тихоокеанский флот). Но все же советские подлодки бороздили глубины трех океанов — Северного Ледовитого, Атлантического и Тихого, несколько раз пересекли все климатические и гидрологические зоны земного шара. В походе участвовали обычные серийные корабли со своими штатными экипажами.
Успешное завершение беспрецедентного группового подводного похода советских атомоходов высоко оценило высшее руководство. Впервые после Великой Отечественной войны подводным лодкам присвоили гвардейское звание. "К-116" приняла флаг североморской лодки «К-22», а "К-133" — балтийской «Щ-303».
Указом Президиума Верховного Совета СССР от 23 мая 1966 года за успешное выполнение заданий командования и проявленные при этом героизм и мужество капитан 1-го ранга  Харитонов был награждён орденом Красного Знамени.
30 марта 1967 года на основании директивы ГШ ВС СССР от 22 декабря 1966 года и ГШ ВМФ от 26 января 1967 года в Балаклаве была сформирована 14-й дивизии подводных лодок Черноморского флота. Начальником политотдела — заместителем по политчасти командира этой дивизии в начале 1967 года был назначен Харитонов.
Дивизия базировалась в трёх военно-морских базах Крыма, на момент формирования имела в своём составе 47 подводных лодок (из них больших — 1, средних — 34, малых — 12) с суммарным торпедным залпом по морским и береговым целям — более 400 торпед. Шесть подводных лодок были оборудованы крылатыми ракетами П-5. Управление дивизией находилось в Балаклаве, там же на  объекте К-825 находился защищённый командный пункт дивизии с узлом специальной связи. С 1969 года подводные лодки дивизии на постоянной основе несли боевую службу в Чёрном море (на каждую из них выходила 1 ракетная и 1 торпедная подводная лодка). В 1969 году на боевую службу вышло восемь подводных лодок, в следующем одиннадцать. Далее до 1975 года на боевой службе в Чёрном море ежегодно находилось десять-одиннадцать подводных лодок. Так как ракетных лодок для несения постоянной боевой службы не хватало, на боевых дежурствах они находились дольше, чем торпедные лодки.
В 1969 году окончил Академические курсы при Военно-политической академии им. В. И. Ленина.
С 1972 года — начальник отдела пропаганды и агитации — заместитель начальника Политуправления Черноморского флота.
С 1974 года — начальник политотдела — заместитель по политчасти командира Беломорской ВМБ Северного флота. 28 октября 1976 года,  Харитонову присвоено воинское звание контр-адмирал.
С 1980 года — заместитель начальника Управления кадров Военно-морского флота, с 1982 года —  начальник политотдела Главного штаба и органов управления главкома ВМФ — заместитель по политчасти начальника Главного штаба ВМФ. С 3 февраля 1984 года — вице-адмирал.
С 22 ноября 1988 года — в запасе по возрасту. Проживал в Москве. Скончался 23 ноября 2003 года. похоронен на Троекуровском кладбище в г. Москве.

## Награды
- орден Октябрьской Революции
- орден Красного Знамени  (23.05.1966)
- орден Красной Звезды
- «За службу Родине в Вооружённых Силах СССР» 3-й степени
  - Медали СССР в т.ч.:
  - «За доблестный труд в Великой Отечественной войне 1941—1945 гг.»
  - «Ветеран Вооружённых Сил СССР»
  - «За безупречную службу» трех степеней.